# Szkoda komunikacyjna

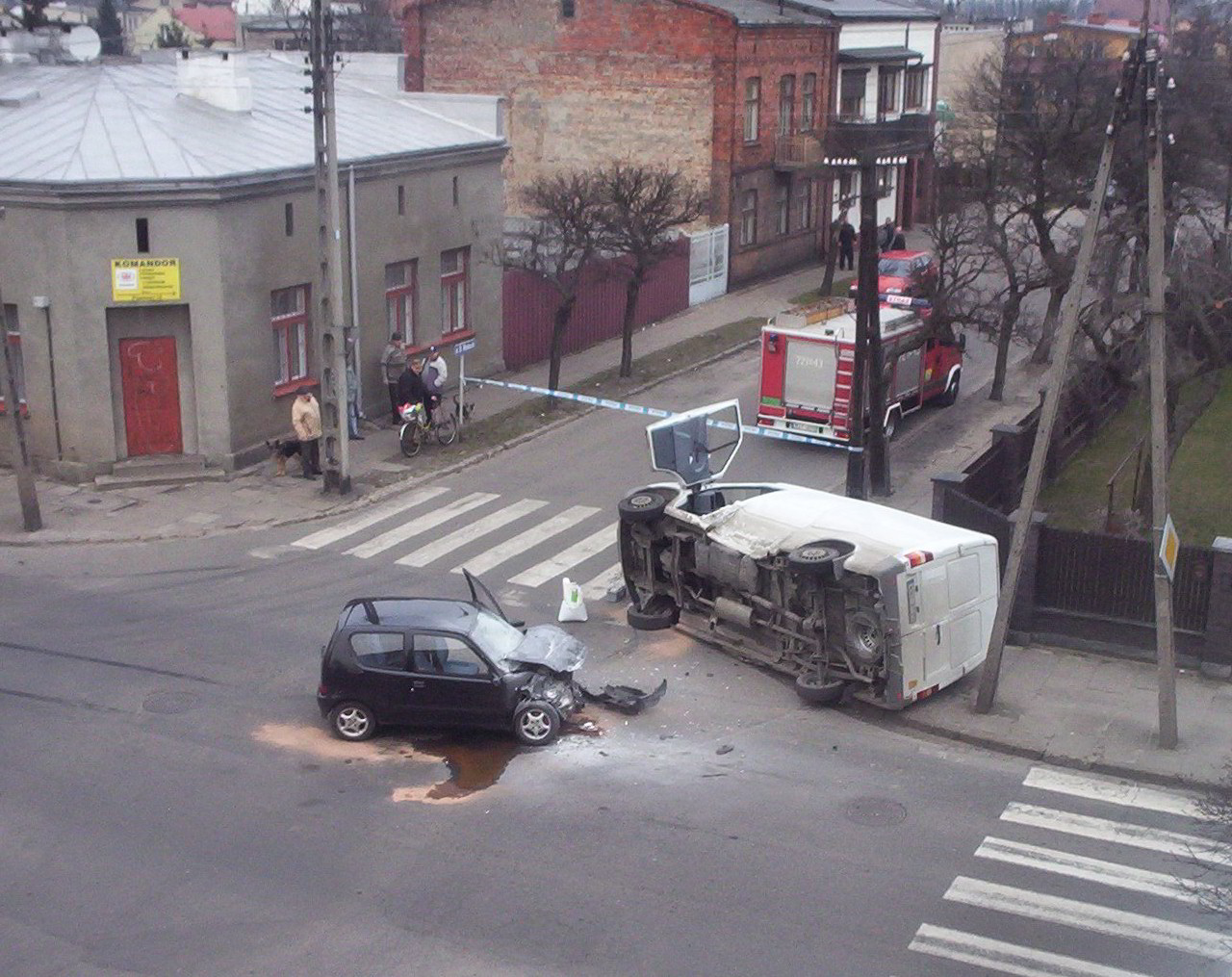
Wypadek drogowy (Żyrardów (Polska), 2008)

Szkoda komunikacyjna – szkoda wynikła wskutek kolizji lub wypadku drogowego. 
Sposób zgłaszania szkody zależy od tego, czy uzyskanie odszkodowania oczekiwane jest z OC sprawcy (przez powiadomienie ubezpieczyciela sprawcy o szkodzie i jej rozmiarach), czy z AC (przez powiadomienie ubezpieczyciela AC).
Zasadność i wysokość odszkodowania ustala ubezpieczyciel w tak zwanym postępowaniu likwidacyjnym. Szkoda jest nazywana szkodą całkowitą, jeśli jej naprawa przekracza 70% wartości pojazdu w przypadku ubezpieczenia AC, bądź 100% wartości pojazdu w przypadku szkody z ubezpieczenia odpowiedzialności cywilnej.
Odszkodowanie za wynikłą szkodę obejmuje zarówno szkody materialne jak i szkody osobowe (uszczerbek na zdrowiu i życiu).